# Brett J. Gladman
Brett James Gladman (nacido el 19 de abril de 1966) es un astrónomo canadiense y profesor titular del Departamento de Física y Astronomía de la Universidad de Columbia Británica en Vancouver, Columbia Británica. Ocupa la Cátedra de Investigación de Canadá en astronomía planetaria. Realiza trabajos tanto teóricos (simulaciones numéricas a gran escala de la dinámica planetaria) como astronomía óptica observacional (descubrió numerosas lunas planetarias y planetas menores).

## Carrera
Gladman es reconocido por su trabajo en astronomía dinámica en el Sistema Solar. Ha estudiado el transporte de meteoritos entre planetas, la llegada de meteoroides desde el cinturón principal de asteroides y la posibilidad de que la vida se transmita mediante este mecanismo, conocido como panspermia. También estudia la formación planetaria, especialmente el enigma del origen de los planetas gigantes. Es descubridor o codescubridor de numerosos cuerpos astronómicos del Sistema Solar, asteroides, cometas del Cinturón de Kuiper y numerosas lunas de los planetas gigantes:
- Urano: Calibán, Sicorax, Próspero, Setebos, Stefano y Ferdinando
- Saturno: Una docena de satélites en varios grupos, cada uno nombrado en honor a un tema de dioses inuit canadienses, deidades francesas y dioses nórdicos
- Neptuno: El satélite Neso
- Júpiter: Descubrimiento y codescubrimiento de seis lunas

Gladman es miembro del Estudio del Plano Eclíptico Canadá-Francia (CFEPS) y del Outer Solar System Origins Survey (OSSOS), que ha detectado y rastreado la mayor muestra mundial de cometas del Cinturón de Kuiper bien conocidos, incluyendo objetos inusuales como 2004 XR190 ("Buffy") y 2008 KV42 ("Drac"), el primer objeto transneptuniano en una órbita retrógrada alrededor del Sol.

## Honores y premios
Gladman recibió el Premio H. C. Urey de la División de Ciencias Planetarias de la Sociedad Astronómica Americana en 2002. El asteroide (7638) Gladman, perteneciente al cinturón principal, lleva su nombre en su honor. Entre 2008 y 2011, fue miembro y presidente del Consejo Asesor Científico del Telescopio Canadá-Francia-Hawái en Mauna Kea, Hawái. En 2015, recibió una beca de investigación Killam.